# Vintage Music Productions
Vintage Music Productions is een Amerikaans reissue-platenlabel dat oude jazzopnames en hot dance-muziek opnieuw uitgeeft. De muziek, afkomstig van oude 78 toerenplaten, wordt gerestaureerd door Bill Hebden en Ed Noble. Het label heeft twee sublabels, Swing Time en TransAtlantic Radio. Het is gevestigd in Hollis, New Hampshire.
Artiesten wier werk op het label en zijn sublabels werd uitgebracht zijn onder meer Bernie Cummins, Boswell Sisters, Jean Goldkette, Sam Lanin, Ina Ray Hutton, Isham Jones, Bubber Miley, Adrian Rollini, Nat Shilkret, Jan Savitt en Midge Williams.